# Formica propinqua
Formica propinqua (лат.) — вид муравьёв рода Formica. Ареал — Неарктика. Принадлежит к группе рыжих лесных муравьёв Formica rufa group (Formica s. str., Formicinae).

## Распространение
Северная Америка: США.

## Описание
Длина менее 1 см.  
Окраска рабочих муравьёв двухцветная, голова и грудка рыжеватые, брюшко чёрное (самцы чёрные). От близких видов отличается отсутствием отстоящих волосков по краям головы (у Formica integroides они там есть), многочисленными волосками на брюшке (у Formica ferocula, Formica prociliata и Formica criniventris отстоящие волоски там отсутствуют или редки и неравномерно разбросаны), заострёнными отстоящими волосками тергитов брюшка (у Formica calviceps они притуплённые).
Усики 12-члениковые. Нижнечелюстные щупики 6-члениковые, нижнегубные щупики состоят из 4 сегментов. Стебелёк между грудкой и брюшком состоит из одного членика (петиолюс) с вертикальной чешуйкой. На средних и задних ногах по одной простой шпоре. Жало отсутствует. Вид был впервые описан в 1940 году американским мирмекологом Уильямом Крейтоном (William Steel Creighton, 1902—1973). С 1950 года установлен в статусе подвида под названием Formica rufa subsp. propinqua Creighton, 1940. . Самки и самцы были описаны в 1956 году. В качестве отдельного вида установлен с 1988 года.

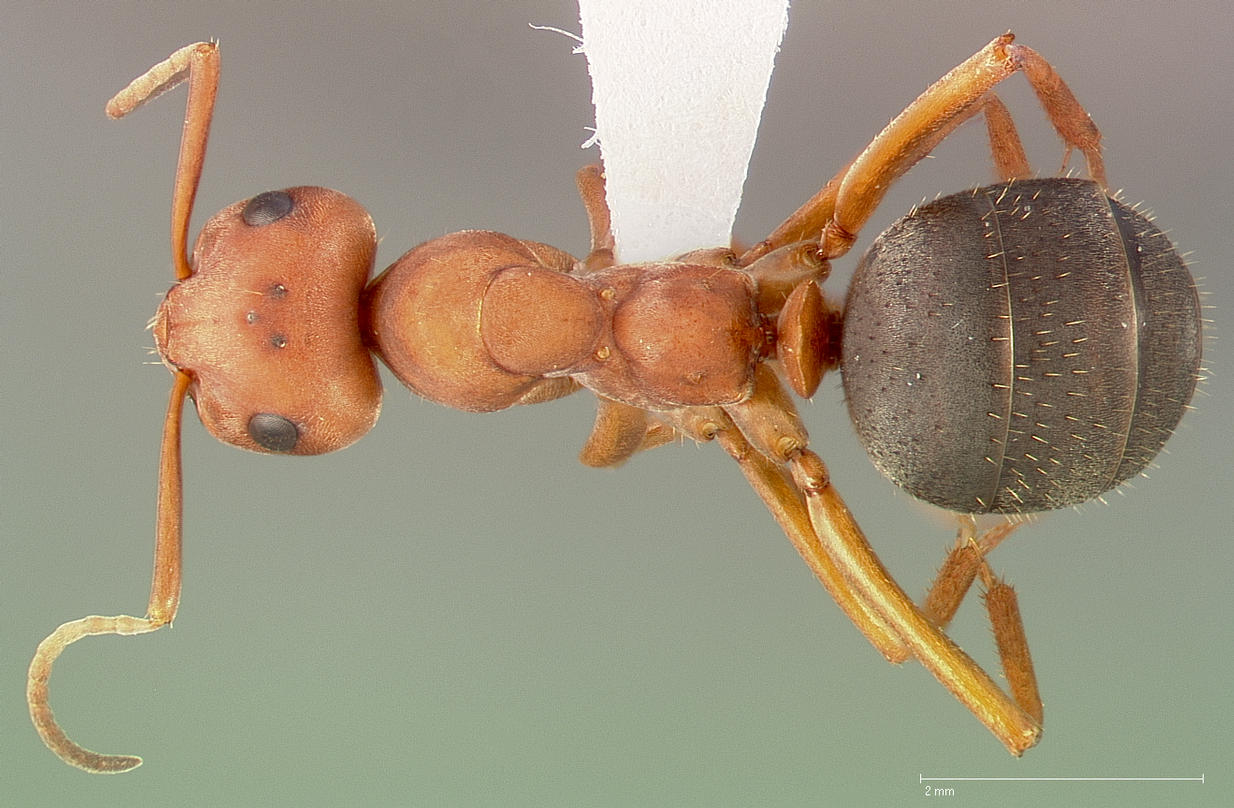
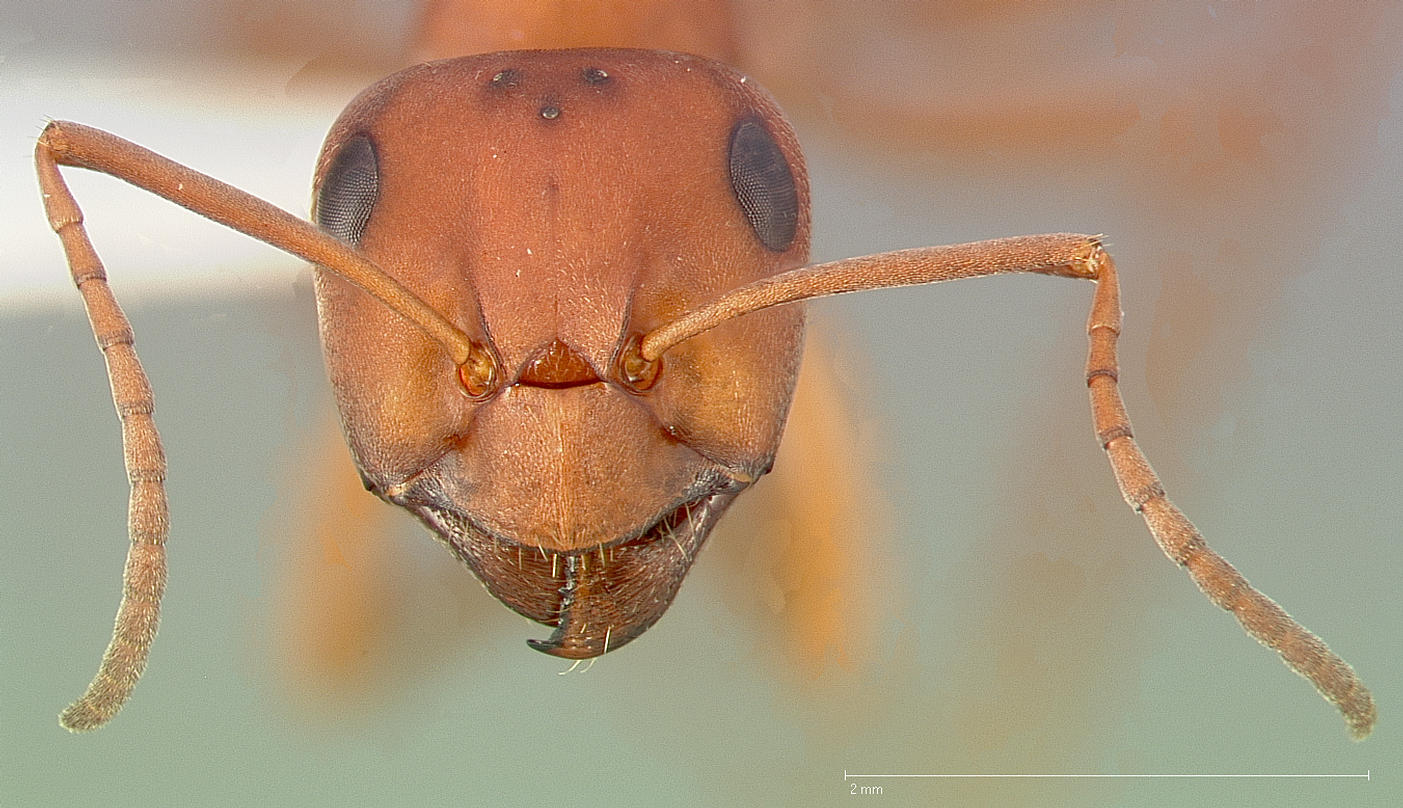